# Felben-Wellhausen
Felben-Wellhausen (toponimo tedesco) è un comune svizzero di 2 743 abitanti del Canton Turgovia, nel distretto di Frauenfeld.

## Storia
Il comune di Felben-Wellhausen è stato istituito nel 1983 con la fusione dei comuni soppressi di Felben e Wellhausen; capoluogo comunale è Felben.

## Società

### Evoluzione demografica
L'evoluzione demografica è riportata nella seguente tabella:
Abitanti censiti

## Infrastrutture e trasporti
Felben-Wellhausen è servito dall'omonima stazione sulla ferrovia Winterthur-Romanshorn.